# Катрін Єкселл
Катрін Єкселл (швед. Catrin Jexell; нар. 17 лютого 1963) — колишня шведська тенісистка.
Здобула 1 одиночний та 3 парні титули.
Найвищим досягненням на турнірах Великого шолома було 3 коло в одиночному розряді.
Завершила кар'єру 1991 року.

## Фінали Туру WTA

### Одиночний розряд (1-1)
| Результат | W/L | Дата                | Турнір                | Категорія    | Покриття | Суперниця     | Рахунок  |
| --------- | --- | ------------------- | --------------------- | ------------ | -------- | ------------- | -------- |
| Перемога  | 1–0 | Лис 1982            | Hong Kong Tennis Open | Категорія 1  | Тверде   | Алісія Молтон | 6–3, 7–5 |
| Поразка   | 1–1 | Ridgewood Open 1983 | Ridgewood, США        | Категорія 1+ | Килим    | Алісія Молтон | 4–6, 2–6 |

### Парний розряд (0-1)
| Результат | W/L | Дата     | Турнір           | Категорія   | Покриття | Партнерка               | Суперниці                    | Рахунок  |
| --------- | --- | -------- | ---------------- | ----------- | -------- | ----------------------- | ---------------------------- | -------- |
| Поразка   | 0–1 | Тра 1982 | Чіампіно, Італія | Категорія 1 | Ґрунт    | Сусана Марія Вільяверде | Елізабет Джонс Деббі Джеванс | 6–7, 2–6 |

## Фінали ITF
| Легенда         |
| --------------- |
| турніри $25,000 |
| турніри $10,000 |

### Одиночний розряд (3–2)
| Результат | Ранг | Дата              | Турнір                                 | Покриття | Суперниця          | Рахунок  |
| --------- | ---- | ----------------- | -------------------------------------- | -------- | ------------------ | -------- |
| Перемога  | 1.   | 14 квітня 1986    | Камберленд (графство), Велика Британія | Тверде   | Джейн Вуд          | 6–4, 6–2 |
| Поразка   | 1.   | 7 липня 1986      | Бостад, Швеція                         | Ґрунт    | Катаріна Ліндквіст | 2–6, 0–6 |
| Поразка   | 2.   | 10 серпня 1986    | Четем (округ, Північна Кароліна), США  | Тверде   | Геліане Стеден     | 3–6, 4–6 |
| Перемога  | 2.   | 19 січня 1987     | Стокгольм, Швеція                      | Килим    | Яна Поспішилова    | 6–3, 6–1 |
| Перемога  | 3.   | 30 листопада 1987 | Будапешт, Угорщина                     | Ґрунт    | Сесілія Дальман    | 6–2, 6–2 |

### Парний розряд (3–1)
| Результат | Ранг | Дата              | Турнір                   | Покриття | Партнерка        | Суперниці                           | Рахунок       |
| --------- | ---- | ----------------- | ------------------------ | -------- | ---------------- | ----------------------------------- | ------------- |
| Поразка   | 1.   | 27 квітня 1986    | Гатфілд, Велика Британія | Тверде   | Гелена Олссон    | Моніка Райнах Джой Тейкон           | 1–6, 7–5, 3–6 |
| Перемога  | 1.   | 19 січня 1987     | Стокгольм, Швеція        | Килим    | Гелена Олссон    | Марія Страндлунд Юнна Юнеруп        | 6–2, 6–3      |
| Перемога  | 2.   | 26 січня 1987     | Ставангер, Норвегія      | Килим    | Лена Сандін      | Дениса Крайчовичова Радка Зрубакова | 3–6, 6–1, 6–1 |
| Перемога  | 3.   | 30 листопада 1987 | Будапешт, Угорщина       | Ґрунт    | Моніка Лундквіст | Петра Шмітт Кароліна Шнайдер        | 6–3, 6–2      |